# Crni Vrh (Medveđa)
Crni Vrh (cirill betűkkel Црни Врх) egy falu Szerbiában, a Jablanicai körzetben, a Medveđai községben.

## Népesség
- 1948-ban 426 lakosa volt.
- 1953-ban 455 lakosa volt.
- 1961-ben 423 lakosa volt.
- 1971-ben 328 lakosa volt.
- 1981-ben 312 lakosa volt.
- 1991-ben 167 lakosa volt
- 2002-ben 141 lakosa volt,[1] akik közül 137 szerb (97,16%) és 4 ismeretlen.[2]